# Lijst van nummer 1-hits in de UK Singles Chart in 1967
Deze hits stonden in 1967 op nummer 1 in de UK Singles Chart:
| Datum        | Artiest               | Titel                                                     |
| ------------ | --------------------- | --------------------------------------------------------- |
| 7 januari    | Tom Jones             | Green, green grass of home                                |
| 14 januari   | Tom Jones             | Green, green grass of home                                |
| 21 januari   | The Monkees           | I'm a believer                                            |
| 28 januari   | The Monkees           | I'm a believer                                            |
| 4 februari   | The Monkees           | I'm a believer                                            |
| 11 februari  | The Monkees           | I'm a believer                                            |
| 18 februari  | Petula Clark          | This is my song                                           |
| 25 februari  | Petula Clark          | This is my song                                           |
| 4 maart      | Engelbert Humperdinck | Release me                                                |
| 11 maart     | Engelbert Humperdinck | Release me                                                |
| 18 maart     | Engelbert Humperdinck | Release me                                                |
| 25 maart     | Engelbert Humperdinck | Release me                                                |
| 1 april      | Engelbert Humperdinck | Release me                                                |
| 8 april      | Engelbert Humperdinck | Release me                                                |
| 15 april     | Nancy & Frank Sinatra | Somethin' stupid                                          |
| 22 april     | Nancy & Frank Sinatra | Somethin' stupid                                          |
| 29 april     | Sandie Shaw           | Puppet on a string                                        |
| 6 mei        | Sandie Shaw           | Puppet on a string                                        |
| 13 mei       | Sandie Shaw           | Puppet on a string                                        |
| 20 mei       | The Tremeloes         | Silence is golden                                         |
| 27 mei       | The Tremeloes         | Silence is golden                                         |
| 3 juni       | The Tremeloes         | Silence is golden                                         |
| 10 juni      | Procol Harum          | A whiter shade of pale                                    |
| 17 juni      | Procol Harum          | A whiter shade of pale                                    |
| 24 juni      | Procol Harum          | A whiter shade of pale                                    |
| 1 juli       | Procol Harum          | A whiter shade of pale                                    |
| 8 juli       | Procol Harum          | A whiter shade of pale                                    |
| 15 juli      | Procol Harum          | A whiter shade of pale                                    |
| 22 juli      | The Beatles           | All you need is love                                      |
| 29 juli      | The Beatles           | All you need is love                                      |
| 5 augustus   | The Beatles           | All you need is love                                      |
| 12 augustus  | Scott McKenzie        | San Francisco (be sure to wear some flowers in your hair) |
| 19 augustus  | Scott McKenzie        | San Francisco (be sure to wear some flowers in your hair) |
| 26 augustus  | Scott McKenzie        | San Francisco (be sure to wear some flowers in your hair) |
| 2 september  | Scott McKenzie        | San Francisco (be sure to wear some flowers in your hair) |
| 9 september  | Engelbert Humperdinck | The last waltz                                            |
| 16 september | Engelbert Humperdinck | The last waltz                                            |
| 23 september | Engelbert Humperdinck | The last waltz                                            |
| 30 september | Engelbert Humperdinck | The last waltz                                            |
| 7 oktober    | Engelbert Humperdinck | The last waltz                                            |
| 14 oktober   | The Bee Gees          | (The night the lights went out in) Massachusetts          |
| 21 oktober   | The Bee Gees          | (The night the lights went out in) Massachusetts          |
| 28 oktober   | The Bee Gees          | (The night the lights went out in) Massachusetts          |
| 4 november   | The Bee Gees          | (The night the lights went out in) Massachusetts          |
| 11 november  | The Foundations       | Baby, now that I've found you                             |
| 18 november  | The Foundations       | Baby, now that I've found you                             |
| 25 november  | Long John Baldry      | Let the heartaches begin                                  |
| 2 december   | Long John Baldry      | Let the heartaches begin                                  |
| 9 december   | The Beatles           | Hello, goodbye                                            |
| 16 december  | The Beatles           | Hello, goodbye                                            |
| 23 december  | The Beatles           | Hello, goodbye                                            |
| 30 december  | The Beatles           | Hello, goodbye                                            |

1952 ·
1953 ·
1954 ·
1955 ·
1956 ·
1957 ·
1958 ·
1959 ·
1960 ·
1961 ·
1962 ·
1963 ·
1964 ·
1965 ·
1966 ·
1967 ·
1968 ·
1969 ·
1970 ·
1971 ·
1972 ·
1973 ·
1974 ·
1975 ·
1976 ·
1977 ·
1978 ·
1979 ·
1980 ·
1981 ·
1982 ·
1983 ·
1984 ·
1985 ·
1986 ·
1987 ·
1988 ·
1989 ·
1990 ·
1991 ·
1992 ·
1993 ·
1994 ·
1995 ·
1996 ·
1997 ·
1998 ·
1999 ·
2000 ·
2001 ·
2002 ·
2003 ·
2004 ·
2005 ·
2006 ·
2007 ·
2008 ·
2009 ·
2010 ·
2011 ·
2012 ·
2013 ·
2014 ·
2015 ·
2016 ·
2017 ·
2018 ·
2019 ·
2020 ·
2021
- Nederland (Top 40)
- Duitsland
- Verenigd Koninkrijk
- Verenigde Staten (Hot 100)